# 苄基硫代硫酸钠
苄基硫代硫酸钠是一种有机化合物，化学式为C6H5CH2S2O3Na。它可由溴化苄和硫代硫酸钠在甲醇水溶液中反应得到。它和苯胺在二甲基亚砜中反应，可以得到N-苯基硫代苯甲酰胺，也有文献报道该反应可以得到二苄基二硫醚。

## 拓展阅读
- Fangming Kong, Xunjun Zhou. . Synthetic Communications. 1989-11, 19 (18): 3143–3149  [2021-07-06]. ISSN 0039-7911. doi:10.1080/00397918908052713 （英语）.